# Pennewitz
Pennewitz ist ein Ortsteil der Stadt Ilmenau im Ilm-Kreis in Thüringen in Deutschland.

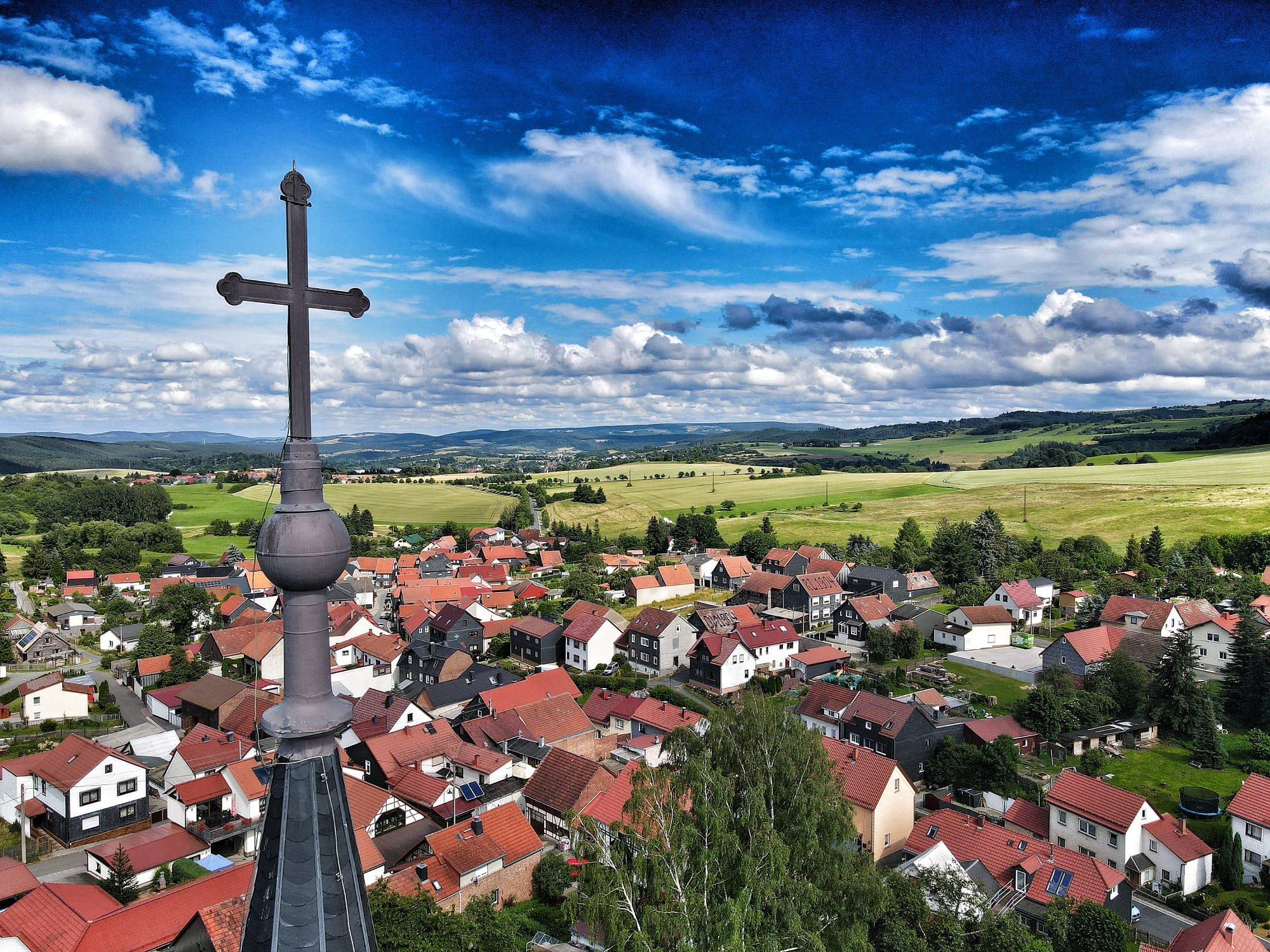
Blick auf den unteren Ort in Richtung Rinnetal

## Geografie

### Lage
Pennewitz liegt im nördlichen Vorland des Thüringer Waldes zwischen dem Langen Berg im Süden und dem Klosterforst Paulinzella im Norden. Östlich des Ortes liegt das Rinnetal, westlich das Gehrener Feuchtgebiet. Durch die Wohnsiedlung Sorge westlich von Pennewitz verläuft die Wasserscheide zwischen Ilm und Saale. Das Ortsbild prägt eine großzügige Kleingarten- und Bungalowanlage, welche am südöstlichen Hang des Buchenberges im Jahr 1979 erschlossen wurde.

### Ortsgliederung
Etwa 200 Meter westlich von Pennewitz liegt die Wohnsiedlung Sorge, die an der Kreuzung zweier Handelswege entstand. Die Sorge ist aber kein eigener Ortsteil.

## Geschichte
Pennewitz wird im Jahr 1338 in einem Dokument des Klosters Paulinzella unter der Bezeichnung „Penewicz“ erstmals urkundlich erwähnt.

### Neuzeit
Das schwerste Pestjahr erlebt Pennewitz im Jahr 1582. Im gesamten Kirchspiel sterben 320 Einwohner an der Seuche.
In der Gemeindeordnung des Jahres 1618 wird das Braurecht für den Ort erstmals schriftlich erwähnt. Das Brauhaus der Gemeinde befand sich im Privatbesitz der Familie Erdmann, dem sog. „Volkmarsgut“.
Im Jahr 1740 wird der Gemeinde Pennewitz der Bau einer Schenke an der Wegkreuzung der Straßen von Herschdorf nach Schönheide und von Gehren nach Königsee genehmigt. Zwei Jahre später wird durch die fürstliche Regierung in Sondershausen die Konzession zur Errichtung einer Ziegelhütte (der sog. „Unteren Ziegelei“) erteilt. Die Wohnsiedlung „Sorge“ westlich des Hauptortes entsteht.
Im Jahr 1852 wird das erste eigene Schulgebäude im Ort eingeweiht. Der Schulverband mit Dörnfeld a.d.H. wird bis zu seinem Wiederaufleben im Jahr 1949 aufgelöst.

Pennewitz nach dem Großfeuer im September 1903

Am 7. September 1903 zerstörte ein verheerender Brand 44 Wohnhäuser, 42 Stallungen und 29 Scheunen. Der Brand richtete eine große materielle Not an, über 250 Personen wurden obdachlos. Durch den Wiederaufbau, bei dem die Wohngebäude direkt an der Hauptstraße und getrennt von Stall und Scheunen errichtet wurden, erhielt der untere Ort sein heutiges Erscheinungsbild.
Bereits ab dem Jahr 1570 gehörte Pennewitz zur Grafschaft Schwarzburg-Sondershausen, welche im Jahr 1697 zum Fürstentum Schwarzburg-Sondershausen erklärt wurde. Der Ort war dabei dem Amt Gehren in der Oberherrschaft zugeordnet. Aus dem Fürstentum Schwarzburg-Sondershausen ging 1918 der Freistaat Schwarzburg-Sondershausen hervor, dem Pennewitz bis zur Gründung des Landes Thüringen im Jahr 1920 zugehörig war.
Ab 1922 gehört der Ort zum Landkreis Arnstadt im Land Thüringen, zwischen 1950 und 1952 zum Kreis Rudolstadt, im Zeitraum von 1952 und 1990 zum Kreis Ilmenau im Bezirk Suhl, von 1990 bis 1994 zum Landkreis Ilmenau im Land Thüringen (seit 1993 Freistaat Thüringen) und seitdem zum Ilm-Kreis. Von 1994 bis zur Eingemeindung nach Ilmenau war Pennewitz Teil der Verwaltungsgemeinschaft Langer Berg mit Sitz in Gehren.
Im Zuge der Gebietsreform in Thüringen wurde Pennewitz am 6. Juli 2018 nach Ilmenau eingegliedert.

### Einwohnerentwicklung
In der nachstehenden Tabelle ist die Entwicklung der Einwohnerzahl in den letzten Jahrzehnten dargestellt. Ermittelt wurden die Werte jeweils zum Stichtag 31. Dezember.
| Jahr | Einwohner |
| ---- | --------- |
| 1995 | 690       |
| 2000 | 649       |
| 2005 | 595       |
| 2010 | 550       |
| 2015 | 473       |
| 2020 | 476       |

## Politik

### Ortsteilbürgermeister und Ortsteilrat
Ortsteilbürgermeister ist seit 2019 Marko Löhn. Er wurde zuletzt bei den Kommunalwahlen in Thüringen am 26. Mai 2024 im Amt bestätigt. Zusammen mit vier weiteren Mitgliedern bildet er den Ortsteilrat von Pennewitz.

### Wappen
Das Wappen wurde am 12. Dezember 1991 genehmigt.
Blasonierung: „Geteilt und unten gespalten; oben in Blau ein wachsender goldener Löwe mit roter ausgeschlagener Zunge und roter Bewehrung, unten vorn in Schwarz ein goldenes Eisen mit einem goldenen Schlägel gekreuzt, unten hinten ein rotes sechsspeichiges Rad auf goldenem Grund.“

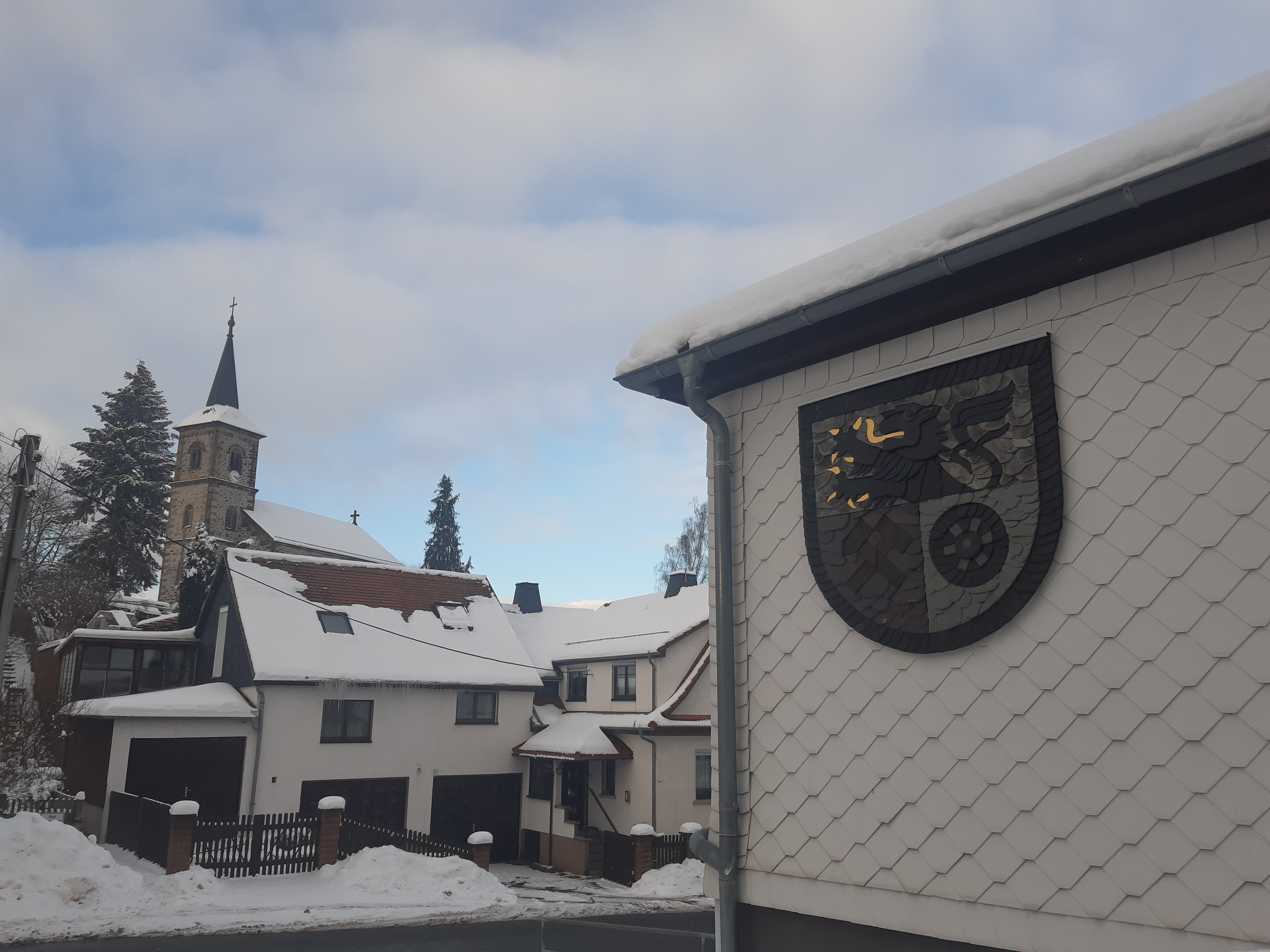
Ortswappen aus Schiefer am Pennewitzer Gemeindehaus

Pennewitz gehörte zum Besitztum der Grafen von Schwarzburg. Daran erinnern die Farben des Wappens sowie in Anspielung auf das Schwarzburger Stammwappen ein silberner Löwe. Das Bergmannssymbol Hammer und Schlägel steht für den im Ort betriebenen Kupferbergbau. Pennewitz liegt am Nordrand des Langen Berges an der ehemaligen Handelsstraße Nürnberg-Leipzig. Ein weiterer geschichtlich bedeutsamer Erwerbszweig war daher das Fuhrmannsgewerbe, das im Wappen durch ein Rad symbolisiert wird.
Das Wappen wurde von den Heraldikern Frank Jung und Frank Diemar gestaltet.
Ein Abbild des Ortswappens ist an der Außenwand des Pennewitzer Gemeindehauses zu sehen. Es besteht aus etwa 400 Schieferplatten fünf verschiedener Schiefersorten. Gefertigt wurde es durch den örtlichen Dachdecker Christian Lampenscherf im Februar 2021.

## Kirche

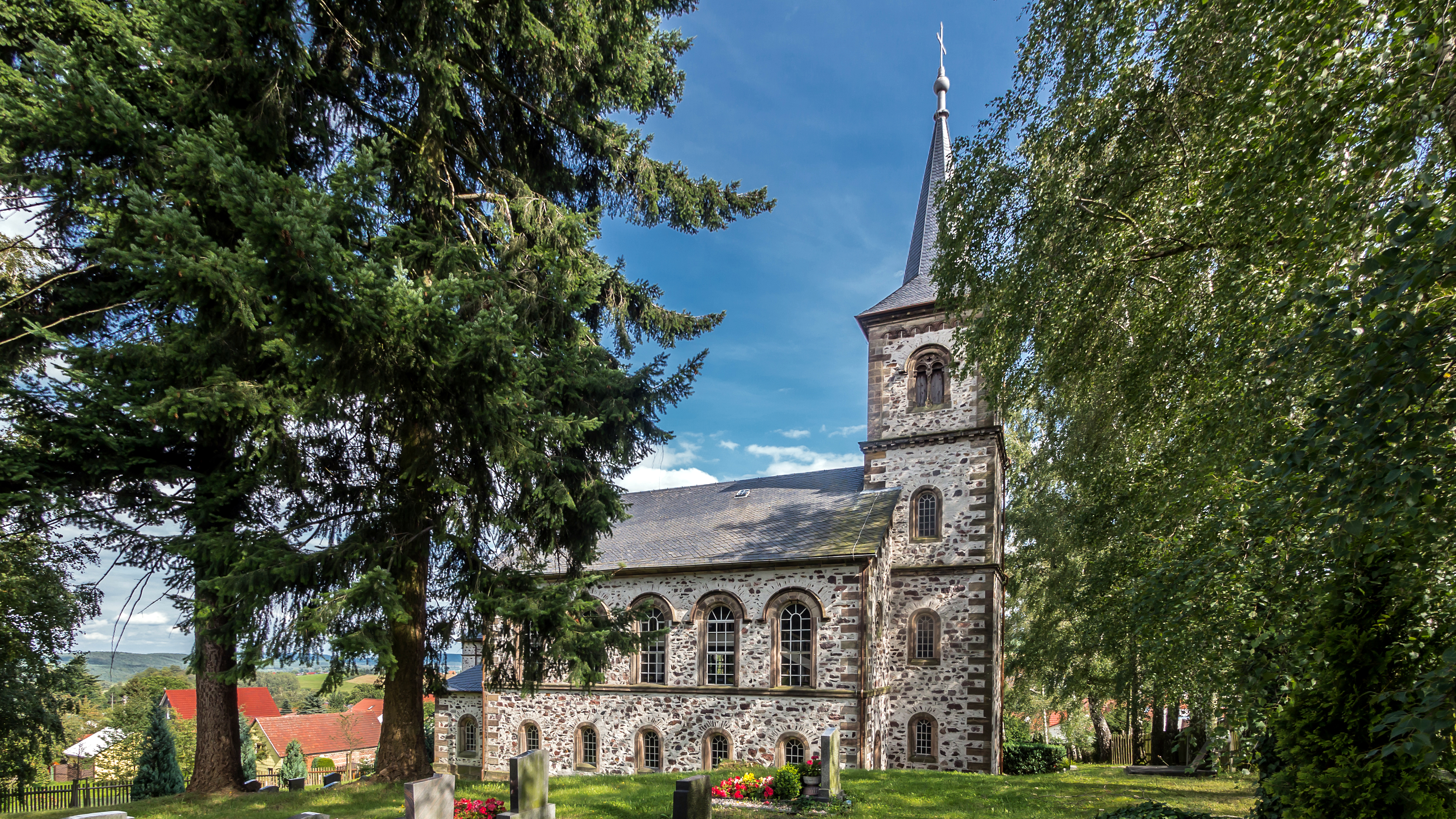
Die Dorfkirche Pennewitz

Die evangelische Dorfkirche Pennewitz im neoromanischen Stil wurde 1867 geweiht.

## Wirtschaft und Verkehr
Pennewitz weist eine mittelständische Unternehmensstruktur auf. Es gibt 42 angemeldete Gewerbe (Stand März 2021), darunter kleinere Handwerksbetriebe sowie Betriebe in den Bereichen der Körperpflege, Handel, Versicherungen, Gastronomie sowie der Land- und Forstwirtschaft. Ein Großteil der Erwerbstätigen pendelt zu den Arbeitsstätten in die umliegenden Orte. In der Umgebung dominiert die Weidewirtschaft. Die Schüler des Ortes besuchen zumeist die Grund- und weiterführenden Schulen in Gehren, Gräfinau-Angstedt und Königsee.

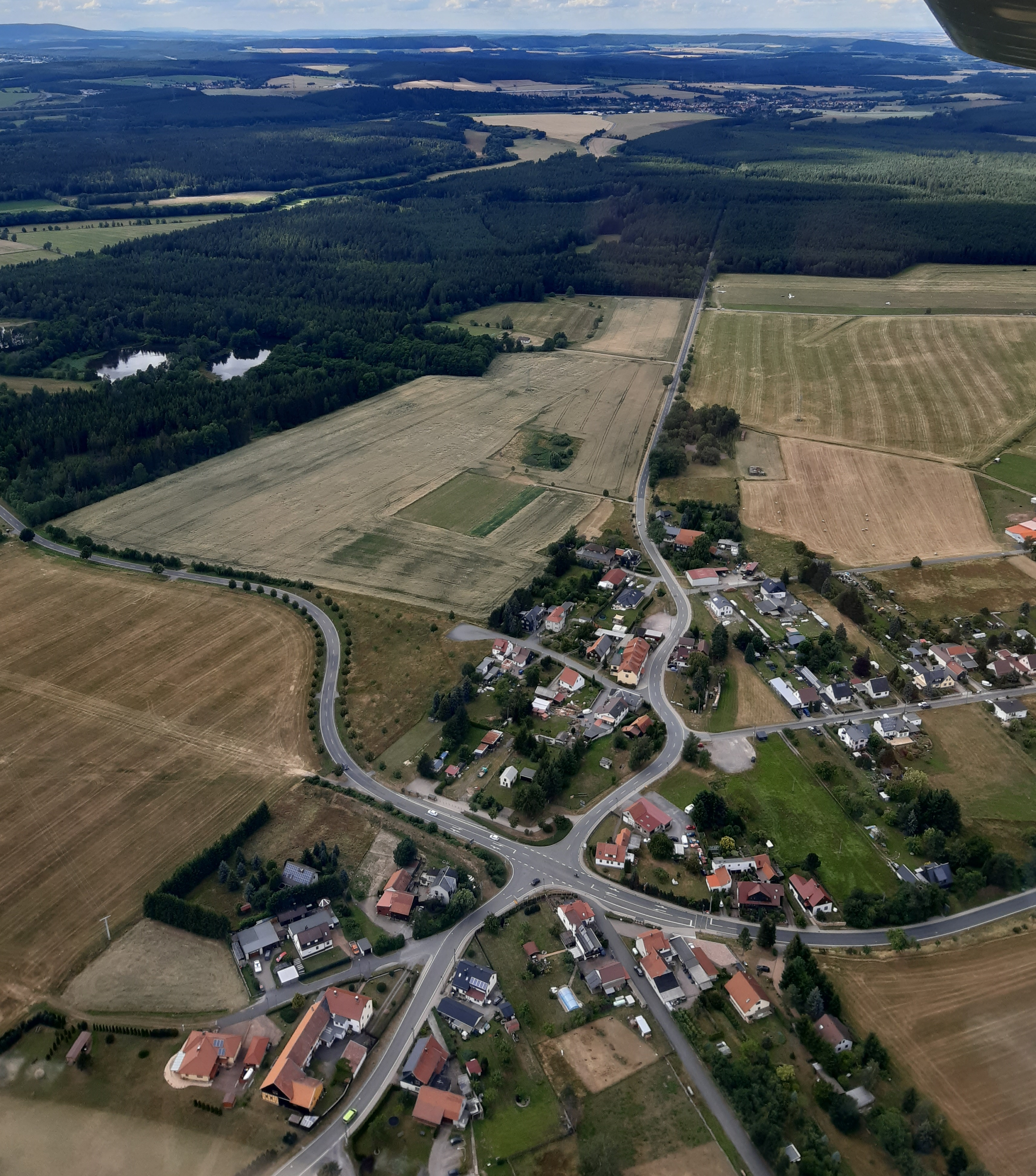
Kreuzungsbereich Pennewitz/Sorge (B 88/K 63/L 1144), Luftaufnahme vom August 2020

Der Ort liegt an der Bundesstraße 88, die Ilmenau und Rudolstadt verbindet. Durch die Wohnsiedlung Sorge verlaufen außerdem die Kreisstraße 63 in Richtung Gräfinau-Angstedt sowie die Landesstraße 1144 in Richtung Herschdorf. Es gibt Busverbindungen des öffentlichen Nahverkehrs nach Ilmenau, Großbreitenbach, Königsee und Rudolstadt. Die Anschlussstellen 15 (Ilmenau-Ost) und 14b (Stadtilm) der Bundesautobahn 71 sind in wenigen Fahrminuten zu erreichen. Nördlich des Ortes befindet sich der Flugplatz Pennewitz. Pennewitz liegt am Radwanderweg „Waldrandroute“, welcher auf einer Teilstrecke von 32 km den Ilm-Kreis quert. Der nächste Bahnhof befindet sich in Ilmenau (Stadt).

## Kultur und Freizeit
Pennewitz verfügt über einen modernen Spiel- und Bolzplatz mit Rastmöglichkeit, welcher direkt am Radwanderweg „Waldrandroute“ liegt. Das Gelände wird außerdem bei örtlichen Festveranstaltungen genutzt.

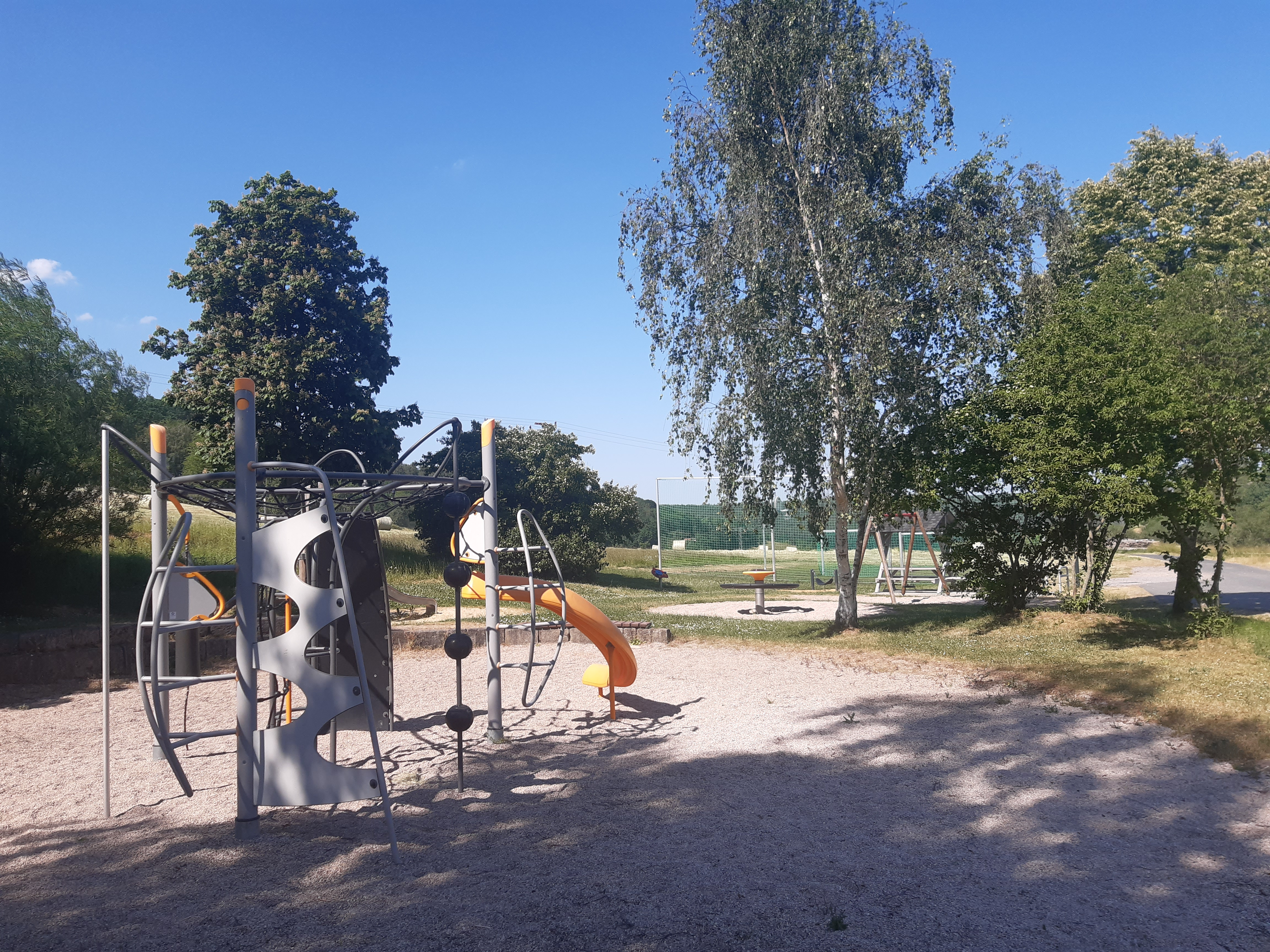
Spiel- und Bolzplatz „Im Tal“

Das gesellschaftliche und kulturelle Leben in Pennewitz wird durch eine lebendige Vereinsstruktur geprägt. Zu den wiederkehrenden jährlichen Veranstaltungen, die durch die örtlichen Vereine und Interessengemeinschaften organisiert werden, gehören das Neujahrsfeuer, das Maibaumsetzen, das Spiel- und Sportfest, der Martinsumzug und der Weihnachtsmarkt. Jeweils am ersten Novemberwochenende eines Jahres richtet der „Kirmesverein Pennewitz 2001 e. V.“ die Kirmesfeierlichkeiten im Dorfgemeinschaftshaus aus. Ein im April 2023 neu gegründeter Seniorenclub veranstaltet ein monatliches Treffen für alle Rentner und Rentnerinnen im Ort. Am 24. Dezember eines Jahres führen die Kinder und Jugendlichen des Ortes ein Krippenspiel in der Dorfkirche auf. Traditionsgemäß wählt man dazu in Pennewitz das Stück „Ein Thüringer Krippenspiel“ von Klaus-Peter Hertzsch.
Im Flurstück „Teufelsloch“ nördlich der Ortslage befindet sich seit dem Jahr 1961 ein Flugplatz für den Sport- und Freizeitflugverkehr auf dem hauptsächlich Flugbetrieb für Segel- und Motorflugzeuge sowie Ultraleichtflugzeuge stattfindet. Auch Rundflüge werden angeboten. Das Gelände wird vom „Fliegerclub Ilmenau e. V.“ betrieben.

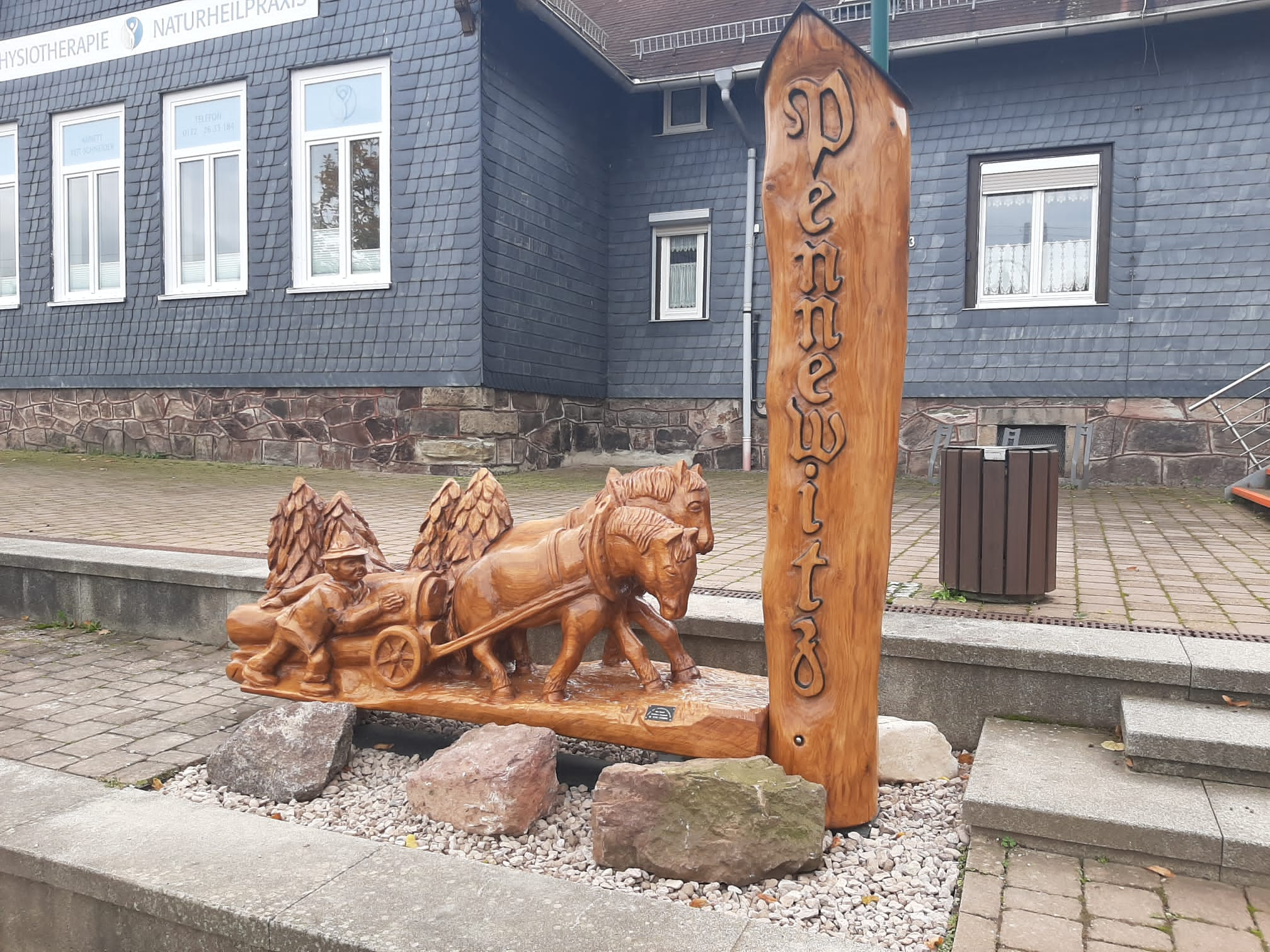
Fuhrmannsskulptur am Dorfgemeinschaftshaus

Markant ist die durch den Skulpturenkünstler Dirk Rudolph gefertigte Fuhrmannsfigur aus regionalem Eichenholz, welche im Oktober 2021 vor dem Dorfgemeinschaftshaus aufgestellt wurde. Seitlich angebracht ist eine 2,20 m hohe Stele, die den Ortsnamen „Pennewitz“ zeigt. Die Skulptur erinnert damit an das Fuhrmannswesen, welches zwischen dem 15. und dem 20. Jahrhundert einen wichtigen Erwerbszweig in Pennewitz darstellte. Gemeinsam mit dem am Gemeindehaus angebrachten Ortswappen aus Schiefer bietet der Ort damit zwei sehenswerte Beispiele örtlicher Handwerkskunst.
Ein Denk- und Mahnmal in der unteren Ortslage erinnert an die im Ersten und Zweiten Weltkrieg gefallenen und vermissten Pennewitzer Bürger.
Unterkünfte und eine gastronomische Einrichtung sind im Ort vorhanden.
Pennewitz bietet sich durch seine direkte Lage am Lutherweg und am Pilzsteig außerdem als Ausgangspunkt für Wanderungen in das hügelige Umland an. Nennenswerte Ziele sind dabei der Lange Berg mit Fürst-Karl-Günther-Denkmal, der Kickelhahn bei Ilmenau mit Aussichtsturm und Goethehäuschen, der Singener Berg, das Schwarzatal und der Rennsteig im Thüringer Wald als meistbegangener Fernwanderweg Deutschlands.
Durch die verkehrsgünstige Lage an der Bundesstraße 88 sind bekannte Thüringer Touristenattraktionen, wie die Thüringer Bergbahn in Oberweißbach, Schloss Heidecksburg in Rudolstadt und die Saalfelder Feengrotten in unter 30 Minuten zu erreichen. Die Thüringer Landeshauptstadt Erfurt ist 45 km entfernt.

## Feuerwehr
Der Ortsteil Pennewitz stellt die Wache 15 der Freiwilligen Feuerwehr Ilmenau und damit die östlichste Feuerwache im Ilmenauer Stadtgebiet. Ehrenamtlich tätig sind derzeit 18 Kameraden, davon zwei in der Alters- und Ehrenabteilung (Stand Juni 2023).
Im Mai 2023 wurde der Pennewitzer Feuerwache ein neues Einsatzfahrzeug auf Iveco-Basis im Wert von ca. 260.000 Euro übergeben. Das allradangetriebene Tragkraftspritzenfahrzeug mit Wasser (TSF-W) verfügt über einen Löschwassertank mit einem Volumen von 820 Litern. Das Fahrzeug ist außerdem für technische Hilfsleistungen ausgerüstet. Baugleiche Fahrzeuge stehen bereits im Dienst der Feuerwachen in Möhrenbach und Oehrenstock.

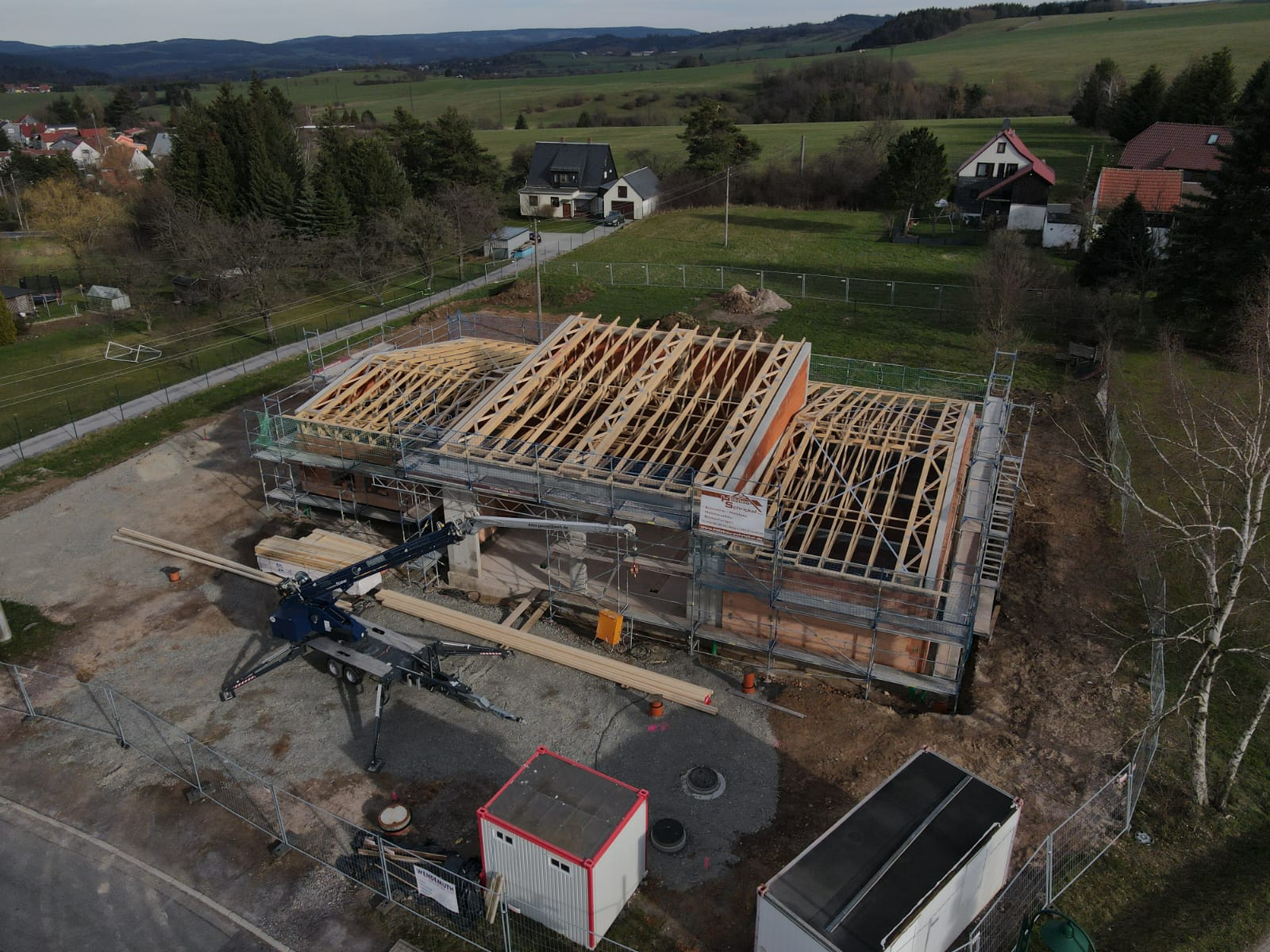
Feuerwehrhaus Pennewitz im Rohbau (März 2023)

Am Standort „Neue Welt“ wurde im Mai 2024 ein neues Feuerwehrhaus in Betrieb genommen. Hierfür tätigte die Stadt Ilmenau eine Investition von rund 1,8 Mio. Euro. Die offizielle Grundsteinlegung fand am 28. September 2022 statt. Das Gebäude verfügt über eine Grundfläche von 430 m² und beherbergt nach seiner Fertigstellung u. a. einen Schulungsraum, einen Technikbereich, einen Sanitärtrakt, zwei Fahrzeugstellflächen sowie Räumlichkeiten für die Jugendfeuerwehr.

## Persönlichkeiten
- Max Bock (1888–1953), Politiker (SPD), wurde in Pennewitz geboren
- Erika Wilhelm (1924–2013), in Pennewitz tätige Lehrerin, Malerin und Heimatforscherin

## Sonstiges
Im Ortsdialekt (ilmthüringisch) wird Pennewitz Bamelz genannt.